# Inocencio V
Inocencio V (en latín: Innocentius PP. V) de nombre secular Pierre de Tarentaise (Champagny, c. 1225-Roma, 22 de junio de 1276) fue 185.º papa entre el 21 de enero al 22 de junio de 1276. Fue miembro de la Orden de Predicadores y colaborador cercano de su predecesor Gregorio X durante su pontificado. Fue beatificado en 1898 por el papa León XIII.

## Primeros años
Nació alrededor de 1225 cerca de Moûtiers en la región de Tarentaise del condado de Saboya. Sin embargo, una hipótesis popular alternativa sugiere que nació en La Salle, en el Valle de Aosta, en Italia. Ambos lugares eran entonces parte del Reino de Arlés en el Sacro Imperio Romano, pero en la actualidad, el primero está en el sureste de Francia y el segundo en el noroeste de Italia. Otra hipótesis, favorecida por algunos eruditos franceses, es que los orígenes de Pierre corresponderían al pueblo de Tarantaise en Borgoña, o Tarantaise en el Departamento del Loira en el Distrito de Saint-Étienne. En sus primeros años de la vida, alrededor de 1240, se unió a la Orden de Predicadores en su convento en Lyon. En el verano de 1255, fue transferido al studium generale del Convento de S. Jacques en París. Este traslado fue esencial para alguien que probablemente estudiara en la Universidad de París, específicamente en La Sorbona. Obtuvo el grado de Maestro de Teología, y rápidamente adquirió gran fama como predicador.

## Académico y religioso
Entre 1259 y 1264, ocupó la "cátedra de los franceses", una de las dos cátedras que se asignaron a los dominicanos en la Universidad de París.
En 1259, Pierre participó, tal vez por su condición de Maestro en París, probablemente como «definitor» (delegado) elegido para la Provincia de Francia,  en el Capítulo General de la Orden Dominicana en Valenciennes, bajo el liderazgo del Maestro General, Humberto de Romans. Pierre participó junto con Alberto Magno, Tomás de Aquino, Bonushomo Britto y Florentius. Este Capítulo General estableció una ratio studiorum, o programa de estudios, que debía implementarse para toda la Orden Dominicana, que presentaba el estudio de la filosofía como una preparación para aquellos que no estaban suficientemente entrenados para estudiar teología. Esta innovación inició la tradición de la filosofía escolástica dominicana que debía ponerse en práctica en cada convento dominicano, como ocurrió en el de Santa Sabina de Roma en 1265.

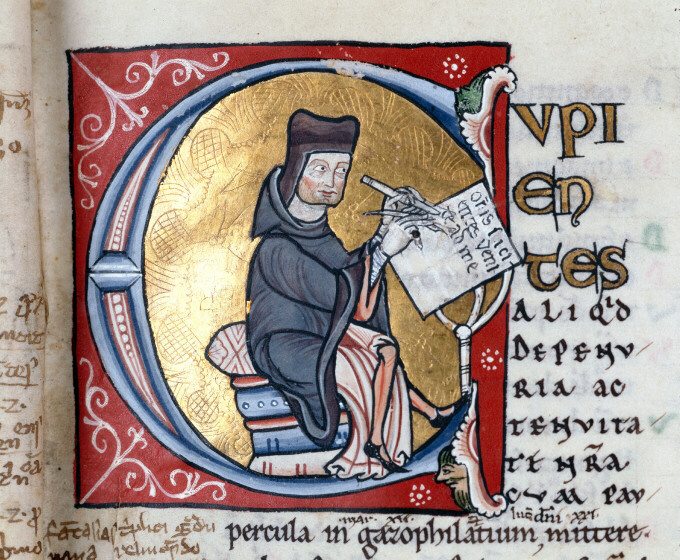
La obra más famosa realizada por Pierre fueron los Comentarios a las sentencias de Pedro Lombardo, un texto polémico, ya que hablaba de la necesidad de que el matrimonio fuera consensual. En la imagen, Pedro Lombardo, teólogo del.
Miniatura medieval anónima, Petrus Lombardus (Pierre Lombard), Troyes - BM - ms. 0900, 1158.

En 1264, se eligió un nuevo Maestro general de la Orden de Predicadores, Giovanni da Vercelli. Pierre lo aprovechó como una oportunidad para participar en algunas políticas académicas, ya que Humberto de Romans, ya había muerto para entonces. Ciento ocho de las declaraciones de Pierre en su  fueron denunciadas como heréticas. Pero, aunque Pierre se retiró de su cátedra, Vercelli designó a Tomás de Aquino para escribir una defensa de las 108 proposiciones. La reputación de Pierre fue tal que fue elegido inmediatamente Provincial en Francia por un período de tres años, entre 1264 y 1267. Se le concedió su liberación del cargo en el Capítulo General, que se celebró en Bolonia en mayo de 1267. Al término de su período, y después de que circulara la réplica de Tomás de Aquino a sus críticos, Pierre regresó a su cátedra en la Universidad de París en 1267. En 1269, fue reelegido para el cargo de Provincial en Francia y ocupó el cargo hasta 1272.

### Arzobispo de Lyon
El 6 de junio de 1272, el Papa Gregorio X nombró a Pierre como Arzobispo de Lyon, un cargo que ocupó hasta que fue nombrado Obispo de Ostia. Sin embargo, se dice que Pierre nunca fue consagrado. Sin embargo, hizo el juramento de fidelidad a principios de diciembre de 1272 al rey Felipe III de Francia. El propio Papa Gregorio llegó a Lyon a mediados de noviembre de 1273, con la intención de traer tantos prelados como fuera posible a su anhelado concilio ecuménico. Se reunió inmediatamente con el rey Felipe, donde la buena relación entre ambos dio como resultado la cesión de Felipe a la Iglesia del Condado Venesino, que había heredado de su tío Alfonso de Poitiers. El Segundo Consejo de Lyon se inauguró el 1 de mayo de 1274. La primera sesión se celebró el lunes 7 de mayo. Los temas principales en la agenda fueron la realización de nueva cruzada y la reunión de las Iglesias orientales y la occidental, donde Pierre participó activamente.
Para entonces, ya era conocido como autor de varias obras de filosofía, teología y derecho canónico, incluyendo comentarios sobre las epístolas paulinas, y los ya mencionados Comentarios a las sentencias de Pedro Lombardo. A veces se le referencia como «famosissimus doctor».

### Cardenal obispo de Ostia
Pierre de Tarantaise fue elevado al cardenalato el 3 de junio de 1273, en un Consistorio celebrado en Orvieto por el Papa Gregorio X, y nombrado Obispo de la sede suburbicariana de Ostia. Durante el Concilio, cantó la misa fúnebre y pronunció el sermón en el funeral del cardenal Buenaventura de Fidanza, quien había muerto el 15 de julio de 1274, y fue enterrado el mismo día en la Iglesia de los franciscanos en Lyon. El Papa Gregorio, los Padres del Concilio y la Curia Romana asistieron. Después de la conclusión del Concilio, el papa Gregorio pasó el otoño y el invierno en Lyon. Él y su corte partieron de Lyon en mayo de 1275; salió de Vienne poco después del 30 de septiembre y llegó a Lausana el 6 de octubre; donde se reunió con el emperador electo Rodolfo I de Habsburgo. Entre los cardenales que lo acompañaban, estaba Pierre. La corte siguió hacia Milán y Florencia en los últimos meses de 1275, para llegar a Arezzo a tiempo para celebrar la Navidad, con el Papa ya muy débil y enfermo. La estadía se prolongó allí hasta la muerte de Gregorio, el 10 de enero de 1276, acompañado en su lecho de muerte de solo tres cardenales: Bertrand de Saint-Martin, Pedro Julião y Pierre. Según la Constitución Ubi Periculum, que había sido aprobada por el Concilio de Lyon, el Cónclave para elegir a su sucesor debería comenzar diez días después de la muerte del Papa.

## Papado

### Cónclave papal
Luego de transcurridos los diez días requeridos, los Cardenales se reunieron el 20 de enero para escuchar la habitual Misa del Espíritu Santo. Había doce cardenales presentes. Dos cardenales, Simon de Brion, que era Legado Papal en Francia, y Giovanni Gaetano Orsini, no asistieron. A la mañana siguiente, Pierre fue elegido unánimemente por los electores en el primer escrutinio. Pierre fue el primer dominico en convertirse en Papa. Eligió el nombre de Inocencio y, como primera decisión, pidió ser coronado en Roma, que no había visto a un Papa desde la partida de Gregorio X en la tercera semana de junio de 1272. Para el 7 de febrero, la Curia Papal había llegado a Viterbo. El rey Carlos de Anjou cabalgó hasta Viterbo para encontrarse con el nuevo Papa y acompañarlo a Roma. El 22 de febrero de 1276, en la fiesta de la Cátedra de San Pedro, fue coronado en la Basílica del Vaticano por el cardenal Giovanni Gaetano Orsini.

### Acciones y políticas

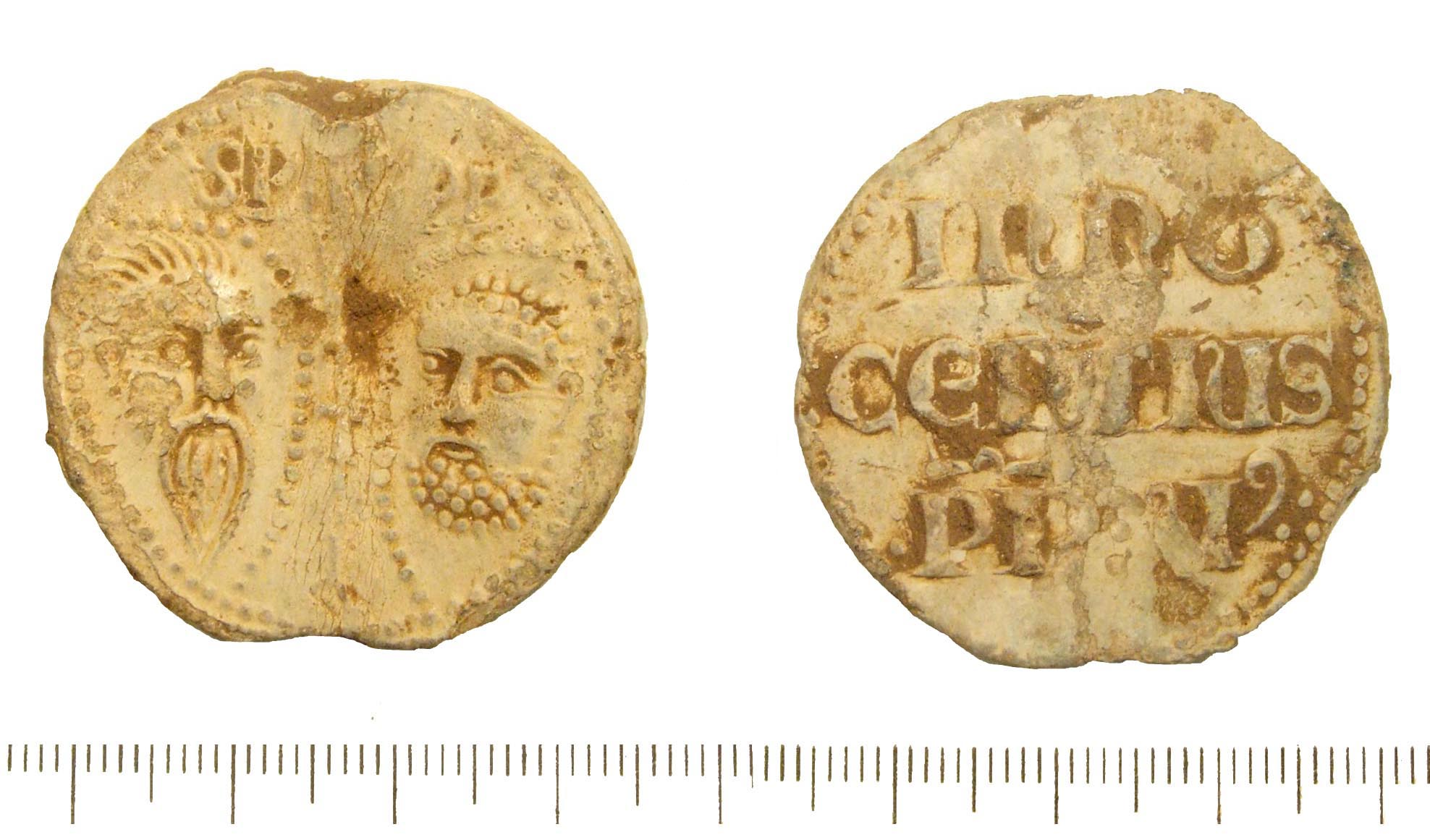
Sello papal de Inocencio V. Hecho de plomo, con las figuras de San Pablo y San Pedro en su anverso y su nombre (INNOCENTIVS PP V) en latín en el reverso; fue utilizado por Inocencio para autentificar sus documentos pontificios y bulas oficiales.

El 2 de marzo de 1276, el papa Inocencio otorgó al rey Carlos de Anjou el privilegio de conservar el Senado de Roma, el gobierno de la ciudad y el Rectorado de Tuscia. En una carta del 4 de marzo, el Papa testifica que el rey Carlos había jurado fidelidad por el Reino de Nápoles y de Sicilia.  El 9 de marzo, le escribió a Rodolfo I de Habsburgo, rogándole que no viniera a Italia, y si ya había comenzado su viaje, lo interrumpiría, hasta que se pudiera concluir un acuerdo entre él y el papado. Esto significaba que la coronación de Rodolfo, que había sido acordada por Gregorio X, no tendría lugar de inmediato. El 17, volvió a escribirle, aconsejándole que se reuniera con los nuncios papales, y que, en sus negociaciones, no debería de ninguna manera presentar el tema del Exarcado de Rávena, la Pentápolis y la Romaña. Aunque parecía casi una extorsión, el favoritismo de Pierre hacia el rey Carlos y su dureza hacia Rodolfo comenzó a provocar nuevamente un cambio en el equilibrio de poder en Italia, y apuntaba en la dirección de la guerra.
El 26 ordenó a los obispos de Parma y Comacchio que se encargaran de que Bonifacio Fieschi di Lavagna se instalara como arzobispo de Rávena, como había decidido el papa Gregorio X. Inocencio pudo concertar un tratado de paz entre Génova y el rey Carlos, que se firmó el 18 de junio.
El 18 de mayo, el papa Inocencio V notificó al rey Felipe III de Francia que había nombrado a su amigo, Fray Guy de Sully, O.P., como Provincial en Francia (un puesto que el mismo Inocencio había ocupado hasta 1272, cuando fue nombrado Arzobispo de Lyon) en la Sede de Bourges.
Durante los escasos meses que gobernó, intentó organizar una cruzada para ayudar al reino de Castilla en su reconquista.
Una característica notable de su breve pontificado fue la forma práctica asumida por su deseo de reencontrarse con la Iglesia del Este. Le escribió a Miguel VIII Paleólogo, informándole de la muerte de Gregorio X, y disculpándose por el hecho de que los representantes del Emperador, George Metochites, Archidiácono de Constantinopla, y Theodore, el Dispensador de la Curia Imperial, aún no habían terminado labores para volver a Constantinopla. Estaba procediendo a enviarle legados en relación con las recientes decisiones del Segundo Concilio de Lyon, con la esperanza de negociar una paz entre Constantinopla y el rey Carlos. Este último, sin embargo, estaba interesado en la conquista, no en la concordia. Inocencio estaba interesado en enviar personas para negociar la reunión. Nombró a Fray Bartolommeo, O.F.M., de Bolonia y Doctor en Sagrada Escritura, para viajar al Este, pero le ordenó que fuera primero a Roma, para que se pudiera elegir un séquito adecuado para él.

## Muerte
Inesperadamente, Inocencio V murió en Roma el 22 de junio de 1276, después de un reinado de apenas cinco meses y uno (o dos) días. Fue enterrado en la Archibasílica de San Juan de Letrán, en una magnífica tumba mandada a construir por el rey Carlos. Desafortunadamente, la tumba fue destruida por dos incendios ocurridos en el siglo XIV en el templo, en 1307 y 1361.
Inocencio V no había creado nuevos cardenales y, por lo tanto, el Colegio de Cardenales reunidos para el cónclave de julio de 1276 era el mismo que en enero. El rey Carlos, sin embargo, estuvo en Roma todo el tiempo, y estaba en la posición de senador de Roma, para ser el gobernador del cónclave e imponer su parecer.

### Beatificación
El papa León XIII lo beatificó el 9 de marzo de 1898, debido a su reputación de santidad.